# Relaciones Ecuador-Israel
Las relaciones Ecuador-Israel se refiere a las relaciones internacionales entre la República de Ecuador y el Estado de Israel que se establecieron relaciones diplomáticas el 18 de junio de 1957.

## Historia
El 29 de noviembre de 1947 en la asamblea General de la ONU, se puso a voto el plan de partición del Comité Especial de Naciones Unidas para Palestina (UNSCOP), como resultado fue 33 votos a favor, 13 en contra y 10 abstenciones, el Ecuador estuvo entre los treinta y tres países que votaron a favor de la creación de dos estados, en 1948 se concretó la declaración de independencia de Israel.
En agosto de 1955 el representante de Ecuador ante las naciones unidas visitó Israel.
En 1957 se establecieron relaciones diplomáticas cuando Tuvia Arazi el primer representante de Israel en el país presentó sus cartas credenciales al presidente del Ecuador en presencia del Ministro de Relaciones Exteriores y otros ministros del gabinete.
Las relaciones entre Ecuador e Israel existen diálogos hay también proyectos de desarrollo y cooperación en áreas. Estas han experimentado un notable fortalecimiento durante la administración del presidente Daniel Noboa quien durante su mandato ha fortalecido las relaciones entre ambos países

## Relaciones bilaterales

### Militar
La cooperación militar se remonta hacia varias décadas, pero más conocido fue la compra de aviones israelíes en los años setenta del siglo XX compró una series de aviones que comenzó a recibirlos en 1977. También adquirió misiles que llegaron poco después en la misma década. Para 1981 se compraron varios aviones Kfir para equipar su defensa, incluido el mantenimiento técnico del equipo militar adquirido a Israel y el mantenimiento técnico de los aviones de la aerolínea nacional del país, y al terminar los años 90 se compró aviones adicionales.

### Ciencia, tecnología e innovación
En junio de 2014 se firmó acuerdos bilaterales entre los ministro de economía de ambos en los que Israel ayudar con proyectos de desarrollo y tecnología en el estado sudamericano, en octubre del mismo año tras la decisión de establecer un instituto nacional para la innovación y el emprendimiento en Ecuador una delegación de ministros ecuatorianos visitó Israel con la compañía del equipo de creación del instituto, para aprender de la experiencia israelí en el terreno.
El 12 de mayo de 2022 el presidente Guillermo Lasso abrió una oficina oficial de innovación en Jerusalén. El acuerdo proporciona un nuevo marco para la promoción, apoyo de ideas e investigaciones científicas y tecnológicas, fortalece y fomenta la cooperación y la creación de estudios científicos proactivos de interés entre instituciones de investigación científica e instituciones de educación superior de los dos países, la implementación de programas, proyectos científicos y tecnológicos conjuntos. Conectar el ecosistema de innovación y emprendimiento de Ecuador con el ecosistema israelí y aprender del conocimiento y la experiencia israelí en el campo de la innovación.

### Misiones de ayuda

#### Terremoto de 2016 en Ecuador
Israel mando operación de rescate por el terremoto, el equipo israelí colaboró también con Ecuador en ayuda para tratamiento médico, psicosocial y recursos.

#### 2019
Israel ayudó a Ecuador a repeler ataques de piratas informáticos contra servidores y sitios web gubernamentales tras la extradición del fundador y jefe de WikiLeaks Julian Assange a Reino Unido después de esconderse en la embajada de Ecuador en Londres durante 7 años.

## Socialismo delsigloXXI
Durante la presidencia de Rafael Correa las relaciones tuvieron constantes cambios, después de la firma y colaboración de Israel para el instituto de tecnología, Rafael Correa llamó a Israel «la única democracia del medio oriente» y como un país que «hizo florecer el desierto». Sin embargo en agosto del mismo año, ante el conflicto entre la Franja de Gaza e Israel de 2014 el presidente ecuatoriano Rafael Correa canceló su visita de Estado a Israel, para protestar contra las acciones Israelíes.
En diciembre de 2016 un embajador de Ecuador ante la asamblea de la ONU citó la declaración de Fidel Castro, comparando el holocausto nazi con el sionismo. Las palabras del embajador fueron recibidas con una fuerte protesta en Israel, lo que motivó la citación del responsable de la embajada ecuatoriana para una conversación de aclaraciones.

## Misiones diplomáticas
- Ecuador tiene una embajada en Tel Aviv.
- Israel tiene una embajada en Quito.